# Солдатов Олександр Валерійович
Олександр Валерійович Солдатов (рос. Солда́тов Алекса́ндр Вале́рьевич) (нар. 17 липня 1972, Москва) — російський журналіст і публіцист, головний редактор інформаційно-аналітичного порталу Credo.Press.

## Біографія
Солдатов Олександр Валерійович народився в Москві 17 липня 1972 року. У 1989 році закінчив московську середню школу. Навчався в Московському державному історико-архівному інституті (МДИАИ) (1989—1991). Закінчив факультет журналістики МДУ (1991—1997). Спеціальність — церковна журналістика. Закінчив чотири курси Православної духовної семінарії преподобного Іова Почаєвського в Мюнхені.
Працював кореспондентом в газеті «Московські новини», в журналі «Огонёк», альманасі «Діа-Логос», «Русском журналі» і в інших виданнях. Вів програму «Релігія в сучасному світі» на Радіо «Свобода».
Головний редактор порталу «Портал-Credo.Ru» (з 1 вересня 2018 року називається «Credo.Press») з моменту його заснування в 2002 році. Кореспондент «Нової газети».
Навчався в докторантурі Інституту філософії Національної академії наук України. Область інтересів — новітня історія Російської Православної церкви та альтернативного православ'я.
Член Української асоціації релігієзнавців, гостьовий викладач Українського католицького університету у Львові.

## Вибрані інтерв'ю
- «Портал-Credo.Ru йде в катакомби»: Інтерв'ю з Олександром Солдатовим: Радіо «Свобода», 17.03.2010 (рос.)